# Gessy Soares de Lima
Gessy Soares de Lima (12 de junho de 1943, Arceburgo, Minas Gerais) é uma cantora brasileira.

## Biografia
Gessy nasceu no interior de Minas Gerais na cidade de Arceburgo, em 1943, mudou-se com a família para São Bernardo do Campo. Em 1950, começou a estudar piano com a professora Odete Scognamiglio Quelhas, que a ouviu cantar e a levou para a Rádio Clube de Santo André.
Gessy Soares de Lima ou Gessi Soares de Lima, "A ESTRELINHA DO ABC" ao longo da década de 50, fez muito sucesso como cantora na nascente Grande ABC. Fazia shows, apresentava-se em programas de rádio, participava de festas diversas e foi descoberta pelos produtores de São Paulo. Das apresentações na Rádio Clube de Santo André onde estreou - e Rádio Independência, de São Bernardo, Gessy passou para a antiga Rádio Nacional de São Paulo (atual Rádio Globo). E foi também artista exclusiva da TV Paulista, canal 5, das Organizações Victor Costa, hoje absorvida pela Rede Globo de Televisão.
Era um momento mágico, nos meios artísticos, em função do surgimento da televisão. Os artistas criavam um canal direto com a população e incrementavam os shows. Durante vários anos Gessy Soares de Lima apresentou-se em bairros de São Paulo e arredores junto com a chamada "Caravana do Peru que Fala", comandada por um jovem locutor de rádio, Silvio Santos, ele próprio o "Peru". na década de 50 José Morcilio de São Caetano lança um álbum de figurinhas "Color Ídolos Coleção Relâmpago" na qual fazia parte vários artistas de São Paulo bem como Gessy Soares de Lima.
Gessy casou em 1962 com um fã seu que conheceu em Francisco Moratto, na Grande São Paulo, e que é seu marido até hoje: Vicente Renato Marino, Silvio Santos foi seu padrinho de casamento.
A pequena Gessy orgulho de São Bernardo, e aluna do Colégio João Ramalho, tem hoje quatro filhos: Paulo Cesar, André Luiz, Marco Aurélio e Simone. Gessy Soares de Lima atuou na area social frente a APAE de Francisco Moratto.
Gessy gravou discos. Participou de um LP, ao lado de Moacyr Franco, chamado "Coquetel do Rock". E seu maior sucesso foi "Encontrei o Amor",. Também gravou um disco político para o então candidato Lauro Gomes de Almeida (Natural de Rochedo de Minas - MG) em 1959, intitulado "Aí vem o Lauro", marcha cantarolada ainda hoje pelos mais antigos da São Bernardo, gravação esta feita de coração e sem cachê. [²]